# Thorer (Familie)

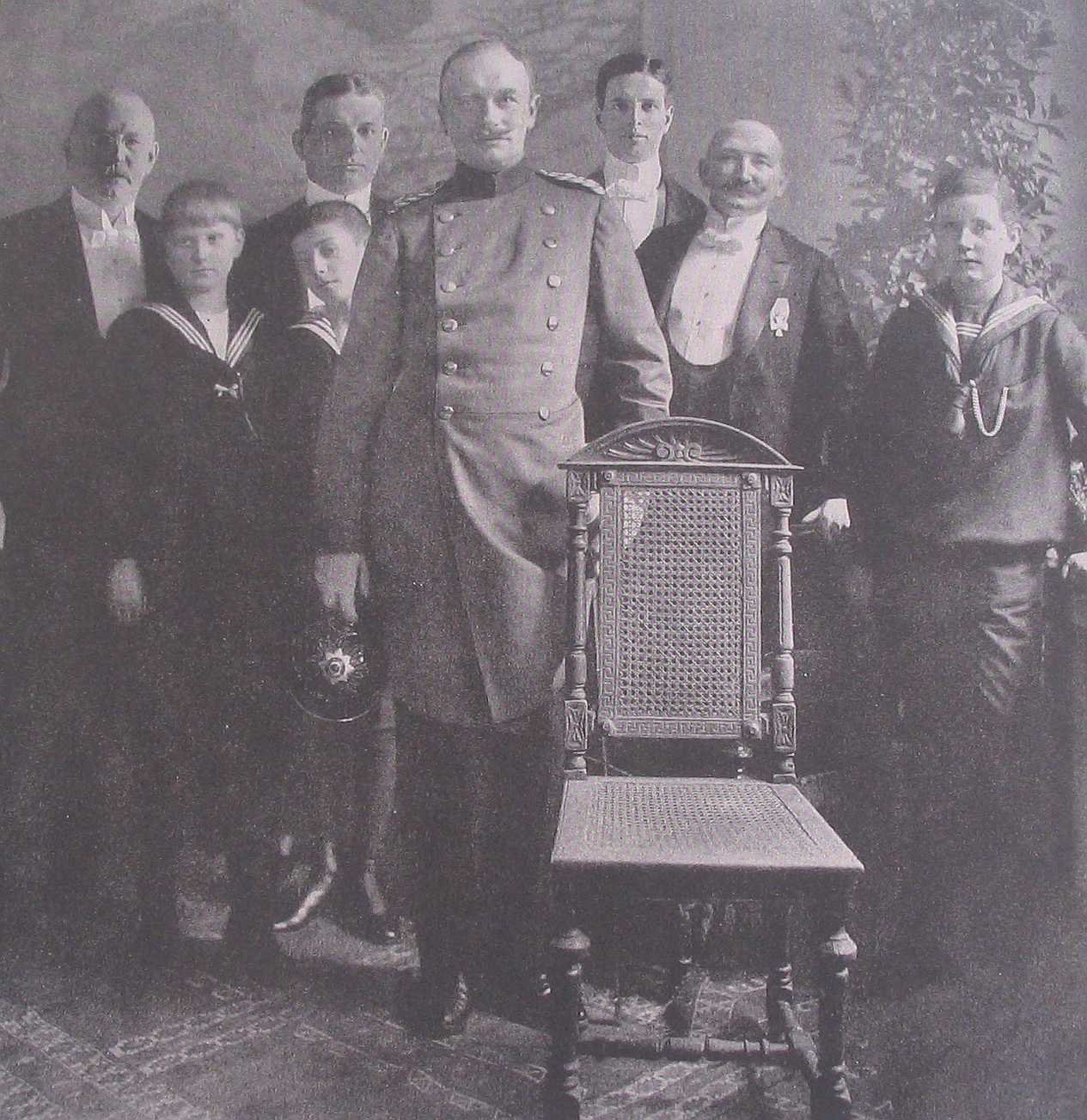
König Friedrich August III. von Sachsen zu Besuch in Theodor Thorers Unternehmen (1908)

Thorer ist der Name einer breitflächig aus Kürschnern bestehende Familie. Ihr Herkunftsort liegt in Kemnath, wo zwei Stämme der Dorer Anfang des 16. Jahrhunderts nachweisbar sind. Im nahe gelegenen Neustadt am Kulm belegen Akten des Kreisarchivs Bamberg einen Schneider Hans Thorer im Jahr 1501, der in Neustadt ein „Hinterhaus mit Hofreite, Wiesen und Feldern“ besaß. Anfang des 17. Jahrhunderts erlosch der Name in dieser Gegend. Wegen ihres evangelischen Glaubens flüchtete die Familie um diese Zeit auch aus Kemnath unter anderem nach Gera. Des Weiteren entfalteten sich die Thorer als Kürschner in Görlitz und in Leipzig.
Anlässlich des 300 Jahre überdauernden Pelzhandels der Familie Thorer errichtete Paul Thorer im Jahr 1912 eine Stiftung in Höhe von 100.000 Mark zugunsten der Hochschule Leipzig bzw. Reisestipendien von in Leipzig promovierten Kaufleuten.
Es sind Fotographien aus den Jahren 1908 und 1928 vorhanden, die den sächsischen Prinzen Friedrich August von Sachsen bzw. den afghanischen König Amanullah Khan zu Besuch in Theodor Thorers Unternehmen zeigen.

## Namensherkunft
Der Name der Thorer stammt wohl entweder von einer Wohnung am Tore oder vom Beruf des Torwärters. In den Kemnather Kaufbüchern wird der Beruf des Torwärters oft als »„Duhrner“, „Durner“, „Türner“ oder „Thorwerder“«. Der Name könnte auch vom Bergheimer Stadtteil Thorr ableiten, oder vom Heiligennamen Isidor, von dem sich einige Familiennamen ableiten.
Nach den Stadtbüchern hatten die Thorer den Beruf des Torwärters erst später ausgeübt, als sie den Namen schon führten. Einzig Friedrich Thorer ist um das Jahr 1603 als Torwärter nachweisbar.

## Geschichte

### Herkunft aus Kemnath, bis 1635
Der Herkunftsort der Thorer liegt in Kemnath in der Oberpfalz, wo sie im ältesten Ratsprotokollbuch Ende des 16. Jahrhunderts nachweisbar sind. Ob die Familie Thorer schon im 14. bzw. 15. Jahr in Kemnath ansässig war, lässt sich mangels Bürger- und Steuerlisten nicht sagen. Im Ratsprotokollbuch des Jahres 1580 ist die Familie bereits mit mehreren Zweigen in Kemnath vorhanden und in den Listen der „Neubürger“ aus dieser Zeit tauchen sie nicht auf, weswegen sie schon vor dem Jahr 1580 Bürger in Kemnath gewesen sein müssen.
Ihr Name ist in der Quelle des Jahres 1580 Dorer, im evangelischen Kirchenbuch mehrmals Thorer. In Gera ist ihr Name zunächst Thorer, in der zweiten Hälfte des 18. Jahrhunderts auch oft nur Thor.
Im Jahr 1547 wurde Kemnath wie die gesamte Oberpfalz evangelisch, im Jahr 1590 calvinistisch. Die Thorer machten diese Glaubenswechsel durch und unterhielten zudem gute Beziehungen zu Österreich, wo eine Rekatholisierung in Gange war.
Nach der Schlacht am weißen Berg und dem Anschluss der Oberpfalz an Bayern sorgten die sogenannten Dragonaden für eine Rekatholisierung oder Abwanderung der oberpfälzischen Bürger. Einzig Konrad Thorer aus seiner Familie verblieb um das Jahr 1628 und soll, zumindest dem Bekenntnis zufolge, katholisch geworden sein. Er war zunächst vermögend gewesen, der Krieg aber ließ ihn und seine Kinder verarmen. 1635 verschwand der Name Thorer aus den Kirchenbüchern.
Der bereits genannte „Oberthorwärter“ Friedrich Thorer hatte zwei früh verstorbene Söhne, zwei weitere, Hans und Konrad, zogen im Jahr 1615 als Handwerksgesellen nach Wien und erwarben dort mutmaßlich das Bürger- und Meisterrecht. Friedrichs dritter Sohn Georg („Thor, Thörer“; * vor 1598 in Kemnath; begraben am 25. Januar 1671 in Gera) erlernte das Kürschnerhandwerk und zog im Jahr 1618 nach Gera.

### Geraer Stamm (1618 bis 1755)
Georgs, das Erwachsenenalter erreichende Söhne waren Friedrich (* 1621), Johann Georg (* 1644) und Christian (getauft am 26. November 1646 in Gera; begraben am 2. Juli 1706). Friedrichs Stamm erlosch in der Generation seiner Enkel, Johann Georg starb ohne männliche Nachkommen. Christian heiratete die Schneiderstochter Anna Regina Dorsch und hatte mit ihr acht Kinder, von denen Christian (* 1681) und Johann Kaspar (* 1. Oktober 1698 in Gera; † 11. November 1768 ebd.) den Stamm in Gera fortsetzten. Christians Linie allerdings erlosch mit seinen 13 (!) Enkelkindern. Johann Kaspars jüngster Sohn Tobias Friedrich (* 21. April 1732 in Gera; † 22. Mai 1800 in Görlitz) war Bürger und Kürschner-Oberältester zu Görlitz und wanderte de dato 11. Februar 1755 nach Görlitz aus.

### Görlitzer Stamm (1755 bis 1878)
Tobias Friedrich heiratete Sophie Rosine Papstlebe und besaß ein Grundstück im Frauenviertel, das als das Stammhaus der Thorer in Görlitz gilt. Von elf Kindern waren die Lebenswege seiner fünf Söhne folgende: 1. Augustin Wilhelm (* 4. März 1766; † 11. September 1831 in Görlitz) starb unverheiratet als Kürschnergeselle. 2. Karl Heinrich (* 24. August 1756 in Görlitz; † 25. April 1833 ebd.) hatte einen Sohn Nathanael Heinrich (* 19. Mai 1801 in Görlitz; † 30. August 1849 ebd.), der auch Kürschner in Görlitz wurde. Seine Kinder wanderten nach Westfalen bzw. Amerika aus. Karl Heinrichs zweiter Sohn Samuel Fürchtegott (* 25. April 1795 in Görlitz; † 25. Juni 1846 ebd.) wurde praktizierender Arzt in Görlitz und machte sich als Wissenschaftler einen Namen, hatte aber keine Söhne. 3. Immanuel Friedrich (* 26. April 1772 in Görlitz; † 19. März 1813 ebd.) war Kürschnermeister in Görlitz. Sein jüngster Sohn Gotthelf Moritz war ebenfalls Kürschnermeister in Görlitz und hatte nur eine Tochter. Immanuel Friedrichs mittlerer Sohn Karl Emanuel (* 1803–1846) wurde Juwelier. 4. Christian Traugott (* 7. Mai 1774; † 20. April 1783) war Postmeister-Adjunkt in Waldau bzw. je nach Quelle Student in Leipzig, 5. Johann Gottlieb (* 24. April 1779 in Görlitz; † 12. Juli 1854 in Torgau) Schuhmachermeister in Torgau.

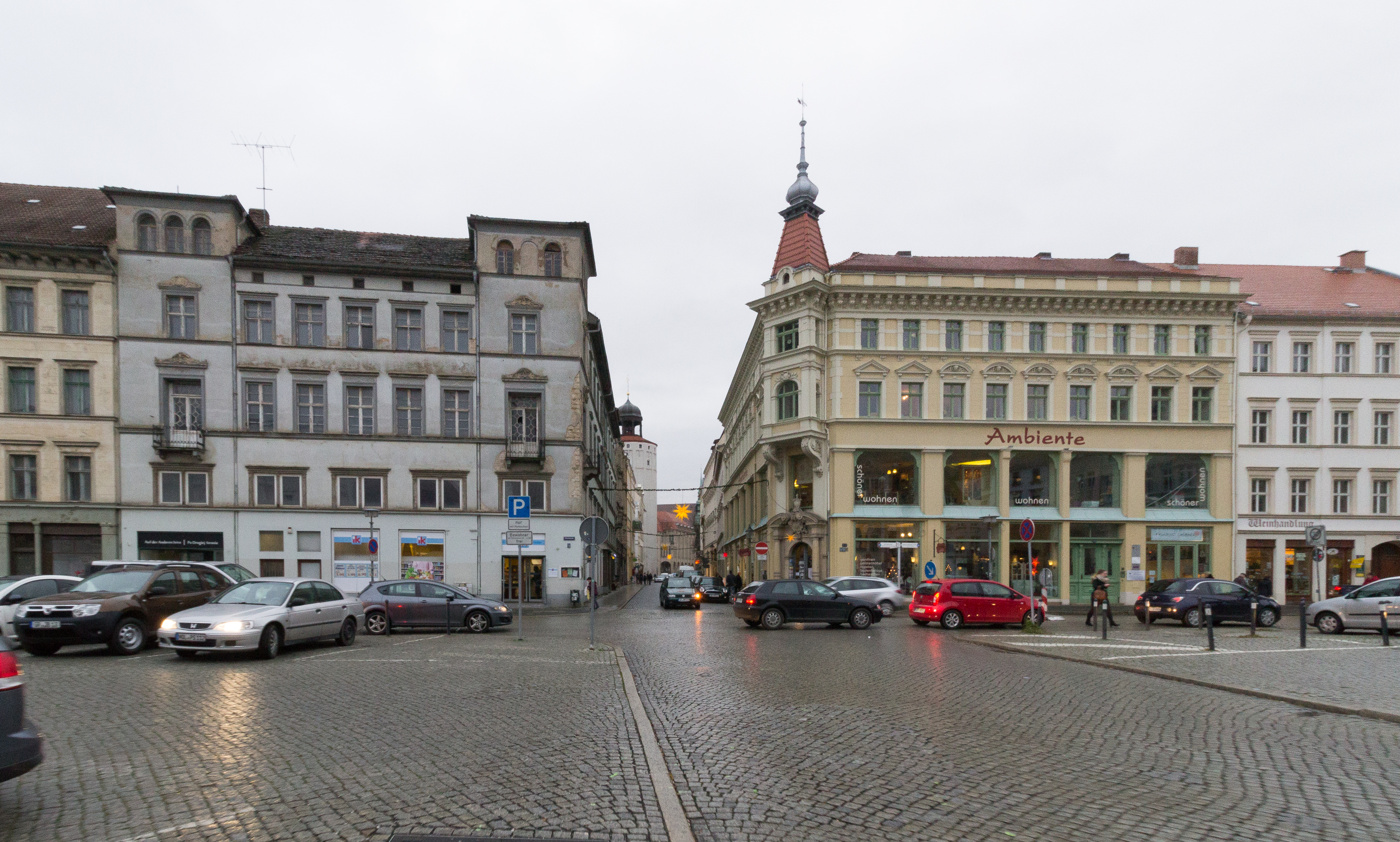
Links: inzwischen leerstehendes Geschäftshaus Steinstraße 1 in Görlitz

Der jüngste Immanuel Friedrichs Söhne, Ernst Friedrich (* 20. März 1799 in Görlitz; † 1. Juli 1878 ebd.), Kürschnermeister und Stadtältester in Görlitz, hingegen hatte eine große Nachkommenschaft. Er genoss „großes Ansehen“, war „wohlhabend“ und einflussreich als Mitglied des Görlitzer Magistrats. Ernst Friedrich wurde bei Willi Stubenvoll (1990) als „ein echt deutscher Mann, von gottesfürchtiger Gesinnung“ charakterisiert. Er erbaute im Jahr 1844 in Görlitz das große Geschäftshaus Steinstraße 1. Ernst Friedrich kaufte auf der Leipziger Messe regelmäßig Rauchwaren, um sie in seinem Geschäft Kürschnern aus Görlitz und Umgebung anzubieten. Trotz Nachkommenschaft war er der letzte Kürschnermeister der Thorer in Görlitz. Sein Sohn Friedrich Otto (* 28. Februar 1834 in Görlitz) ging als Landwirt nach Sealy (Austin County, Texas), dessen Bruder Theodor Ernst (1828–1894) war bis 1862 Kürschner in Görlitz, wanderte dann aber nach Leipzig aus.

### Leipziger Stamm (ab 1862)
Friedrich Ottos Bruder Theodor Ernst (* 26. Mai 1828 im Görlitz; † 30. März 1894 in Leuztsch bei Leipzig) war bis 1862 Kürschnermeister in Görlitz und wanderte nach Leipzig aus. Das väterliche Geschäft, das er im Jahr 1853 übernahm, war zu diesem Zeitpunkt „das größte am Ort“. Er kaufte regelmäßig Pelze auf der Leipziger Messe ein. Zuvor hatte Theodor Ernst im Rahmen seiner väterlichen Ausbildung auch England und Frankreich bereist. Die Firma zog nun nach Leipzig, wo sie im Jahr 1862 eröffnete und wertvolle Handelsbeziehungen bis in die USA und nach Kanada unterhielt. Das Geschäft in Görlitz übergab er seinem Werkführer J. Wagner, der es einige Jahre fortführte.
Seit dem 2. Januar 1872 lautete die Firma „Thorer & Keller“, Ernst Louis Keller war in die Firma eingetreten, nach dessen Austritt am 31. Januar 1876 wurde die Firma wieder in „Theodor Thorer“ umbenannt. Für den neuen Firmensitz wurde das Grundstück Brühl 70 erworben.
Einer Theodors Söhne war Paul Albert Thorer (* 5. März 1858 in Görlitz), unter anderem Rauchwarenhändler, königlich sächsischer Kommerzienrat und Rittergutbesitzer. Er lernte russisch und reiste seit dem Jahr 1882 regelmäßig zu den Messen nach Nischni Nowgorod und Moskau. Handelsniederlassungen der Firma Thorer bestanden zudem in Kasan, Buchara, Taschkent und Orensburg. Verkauft wurde in Berlin, Wien, Paris und London. Im Jahr 1883 richtete die Firma eine Fabrik zur Verarbeitung schwarzer Ware (Persianer und Astrachan) ein.
Pauls Sohn Arndt Johannes Max Thorer (* 21. Juli 1895 in Leipzig) war der Vater von Jürgen Otto Thorer (* 13. Januar 1926 in Leipzig). Das Ansehen der Familie stieg so sehr, dass sie am 20. Februar 1908 König Friedrich August von Sachsen in der Ritterstraße und auf dem Brühl empfing.
Der Erste Weltkrieg machte die wichtig gewesenen Handelsbeziehungen in Richtung Osten unmöglich, und auch die Kriegsindustrie schadete dem Unternehmen. In den 1920 ließen die Handelsbeziehungen zum inzwischen sowjetischen Russland den Pelzhandel in Leipzig wieder aufleben. Im Jahr 1937 bestand die Firma 75 Jahre lang, bei einer Tradition von 325 Jahren. Es waren „über siebenhundert eingetragene Firmen [...] in dieser Zeit in Leipzig mit der Rauchwarenmanipulation und -kommission“ beschäftigt. Die Abwanderung hunderter jüdischer Familien zwischen 1933 und 1938 und schließlich die Bombardierung Leipzigs am 4. Dezember 1944 setzten der „Pelzmetropole Leipzig“ und damit einer Epoche ein Ende.
Der Leipziger Hauptgeschäftsführer der Industrie- und Handelskammer Frankfurts Werner Hilpert war in den Folgejahren ein entscheidender Faktor dafür, die „heimatlos gewordene Rauchwarenwirtschaft Leipzigs zu sammeln und [in Frankfurt] neu aufzubauen“.

## Persönlichkeiten
- Jürgen Thorer (1926–2009), Unternehmer
- Axel Thorer (* 1939), Journalist und Autor
- Paul Thorer (1858–1920), Unternehmer
- Theodor Thorer (1828–1894), Unternehmer
- Samuel Timotheus Thorer (1795–1846), Arzt und Autor